# ᵝ
Cette page contient des caractères spéciaux ou non latins. S’ils s’affichent mal (▯, ?, etc.), consultez la page d’aide Unicode.
ᵝ, appelée bêta en exposant, bêta supérieur ou lettre modificative bêta, est un ancien symbole de l’alphabet phonétique ouralique, notamment dans les travaux de T. Lehtisalo, et un symbole de transcriptions dérivées de l’alphabet phonétique international. Il est formé de la lettre grecque bêta mise en exposant.

## Utilisation
Dans certaines transcriptions de l’alphabet phonétique international, non standard depuis 1989, ‹ ᵝ › est utilisé après le symbole d’une consonne bilabiale voisée pour indiquer l’articulation secondaire affriquée, par exemple la consonne affriquée bilabiale voisée [bᵝ], notée [bβ] ou [p͡β] avec l’alphabet phonétique international.
Chris Golston et Wolfgang Kehrein l’utilisent par exemple pour noter la réalisation de consonnes vélaires ou uvulaires post-labialisées abkhazes ou oubykh /kʷ qʷ qʼʷ χʷ/ : [kᵝ̞ qᵝ̞ qʼᵝ̞ χᵝ̞].

## Représentations informatiques
La lettre modificative bêta peut être représenté avec les caractères Unicode suivants (extensions phonétiques) :
| formes       | représentations | chaînes de caractères | points de code | descriptions                       | note                            |
| ------------ | --------------- | --------------------- | -------------- | ---------------------------------- | ------------------------------- |
| modificative | ᵝ               | ᵝ                     | U+1D5D         | lettre modificative minuscule bêta | codé pour le symbole phonétique |

## Sources
- Association phonétique internationale, Exposé des principes de l’Association phonétique internationale, Leipzig, B. G. Teubner, 1900 (JSTOR 44749210, lire en ligne)
- (en) Peter Constable, Revised Proposal to Encode Additional Phonetic Modifier Letters in the UCS, 1er février 2004 (lire en ligne)
- (en) Finlande, Irlande, Norvège ISO/IEC JTC1/SC2/WG2, Uralic Phonetic Alphabet characters for the UCS, 20 mars 2002 (lire en ligne)
- (en) Chris Golston et Wolfgang Kehrein, « A prosodic theory of vocalic contrasts », dans Eric Raimy et Charles E. Cairns, The segment in phonetics and phonology, John Wiley & Sons, 2015 (ISBN 9781118555408), p. 65-102
- (en) International Phonetic Association, « Report on the 1989 Kiel Convention », Journal of the International Phonetic Association, vol. 19, no 2,‎ 1989, p. 67-80 (DOI 10.1017/S0025100300003868)
- (en) International Phonetics Association, Handbook of the International Phonetics Association : a guide to the use of the International Phonetic Alphabet, Cambridge, Cambridge University Press, 1999, 204 p. (ISBN 0-521-63751-1 et 0-521-65236-7, lire en ligne)
- (en) John Laver, Principles of phonetics, Cambridge, Cambridge University Press., coll. « Cambridge textbooks in linguistics », 1994 (lire en ligne)
- (de) Toivo Lehtisalo, Juraksamojedisches Wörterbuch, Helsinki, Suomalais-Ugrilainen Seura, coll. « Lexica Societatis Fenno-ugricae » (no 13), 1956.